# Losiná
Losiná (německy Lossin) je obec v okrese Plzeň-město v Plzeňském kraji. Žije v ní přibližně 1 400 obyvatel.
Vesnice leží dvanáct kilometrů jižně od krajského města Plzně, další blízká města jsou Blovice (dvanáct kilometrů) a Rokycany (sedmnáct kilometrů). V obci se nachází koupaliště, dvě restaurace, prodejna Západočeského konzumního družstva, sídlo firmy APB Plzeň, nově otevřená prodejna náhradních dílů do automobilů a několik dalších soukromých subjektů. V dolejší části obce je soukromá prodejna potravin a smíšeného zboží. U hlavní silnice je čerpací stanice a autobazar. Většina obyvatel Losiné dojíždí za prací do blízké Plzně; nezaměstnanost je nízká.

## Historie

### Starší dějiny
První písemná zmínka o vesnici pochází z roku 1327. Podle pověsti je název Losiná odvozen od „zlosynů“, zlých synů pána Radouše na Radyni. Zřícenina hradu se nachází dva kilometry severně od centra a přestože patří pod správu města Starého Plzence, je dominantou obce a nachází se také na znaku obce.
Od roku 1604 vlastnila Nebílovy Mariána Kokořovcová ze Svárova na Šťáhlavech. Kokořovci začali v okolí těžit stříbro. Koncem 16. století obnovil zpustlé doly Vilém z Rožmberka. Pro malý výtěžek, byly doly záhy opuštěny. Na počátku 18. století byla těžba obnovena po dobu asi padesáti let. V té době zde byly dvě šachty, Vojtěšská a Antonínská.

### Novější dějiny
V letech 1949–1960 byla Losiná součástí okresu Blovice. Během následné reorganizace státní správy byla obec zařazena do okresu Plzeň-jih. K 1. lednu 2007 byla převedena do okresu Plzeň-město.

## Popis obce
Do katastru a správy obce Losiná spadá rekreační osada Kouty, která se nachází nalevo od Losinské silnice, která spojuje obce Losiná a Štěnovice. V současnosti je zde celkem 70 chat s číslem evidenčním a dva rodinné domy s číslem popisným. Tato osada se dvěma rybníky sloužila od svého vzniku k rekreaci a drobnému zahrádkářství. Zastavěná plocha stavbami činí celkem 3120 m², celkový počet pozemkových parcel ve vlastnictví osadníků je v současnosti 89 o celkové výměře 79097 m².[zdroj?]

## Obyvatelstvo
| Rok            | 1869 | 1880 | 1890 | 1900 | 1910 | 1921 | 1930 | 1950 | 1961 | 1970 | 1980 | 1991 | 2001 | 2011  | 2021  |
| -------------- | ---- | ---- | ---- | ---- | ---- | ---- | ---- | ---- | ---- | ---- | ---- | ---- | ---- | ----- | ----- |
| Počet obyvatel | 507  | 551  | 580  | 628  | 654  | 669  | 781  | 679  | 761  | 805  | 823  | 843  | 856  | 1 157 | 1 424 |
| Počet domů     | 74   | 80   | 85   | 90   | 96   | 107  | 141  | 178  | 182  | 206  | 231  | 256  | 284  | 367   | 471   |

## Obecní správa

### Obecní symboly
Znak a vlajka byly obci uděleny rozhodnutím předsedy Poslanecké sněmovny Parlamentu České republiky dne 29. května 2007.

## Doprava
Obcí prochází silnice 1. třídy I/20 s mezinárodním označením E49, hlavní tah z Plzně do Písku a Českých Budějovic. Jde o velmi frekventovaný úsek a obec se snaží, aby byl vybudován obchvat. Během dopravní špičky je totiž téměř nemožné dostat se bezpečně přes silnici. Z obce pak vede ještě silnice 3. třídy III/18025 vedoucí do sousedních Štěnovic. Asi 300 metrů za obcí ve směru na Písek pak vede silnice 2. třídy II/183 vedoucí z Rokycan přes Nebílovy a Přeštice do Domažlic. O 100 metrů dál pak začíná silnice I/19, která vede přes Nezvěstice a Tábor do Pelhřimova. Nacházejí se zde tři zastávky ČSAD a díky poloze obce není až na víkendy problém s dopravou do větších měst v okolí.

## Pamětihodnosti
- Kaple svaté Anny

## Další fotografie

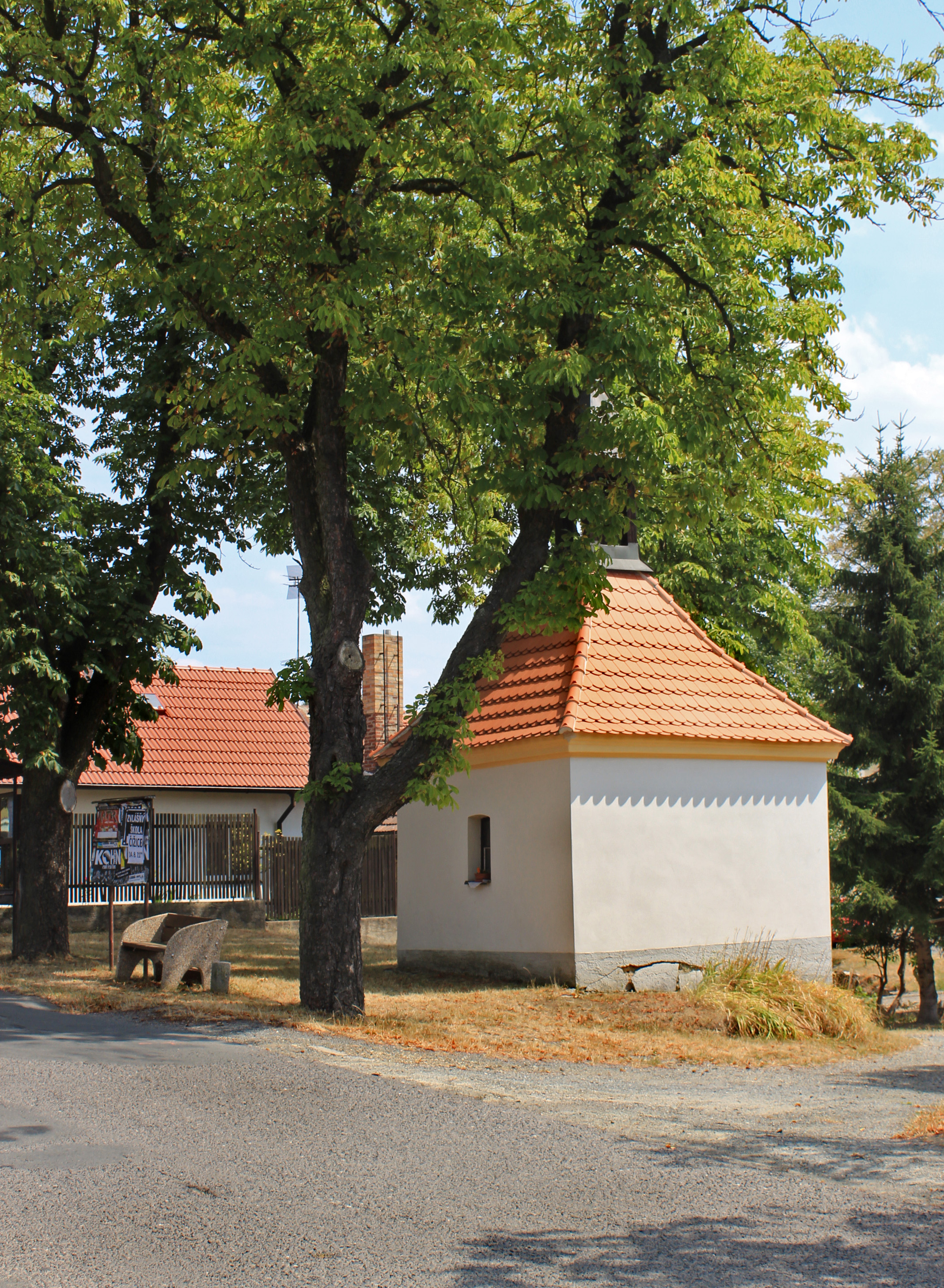
Kaple svaté Anny
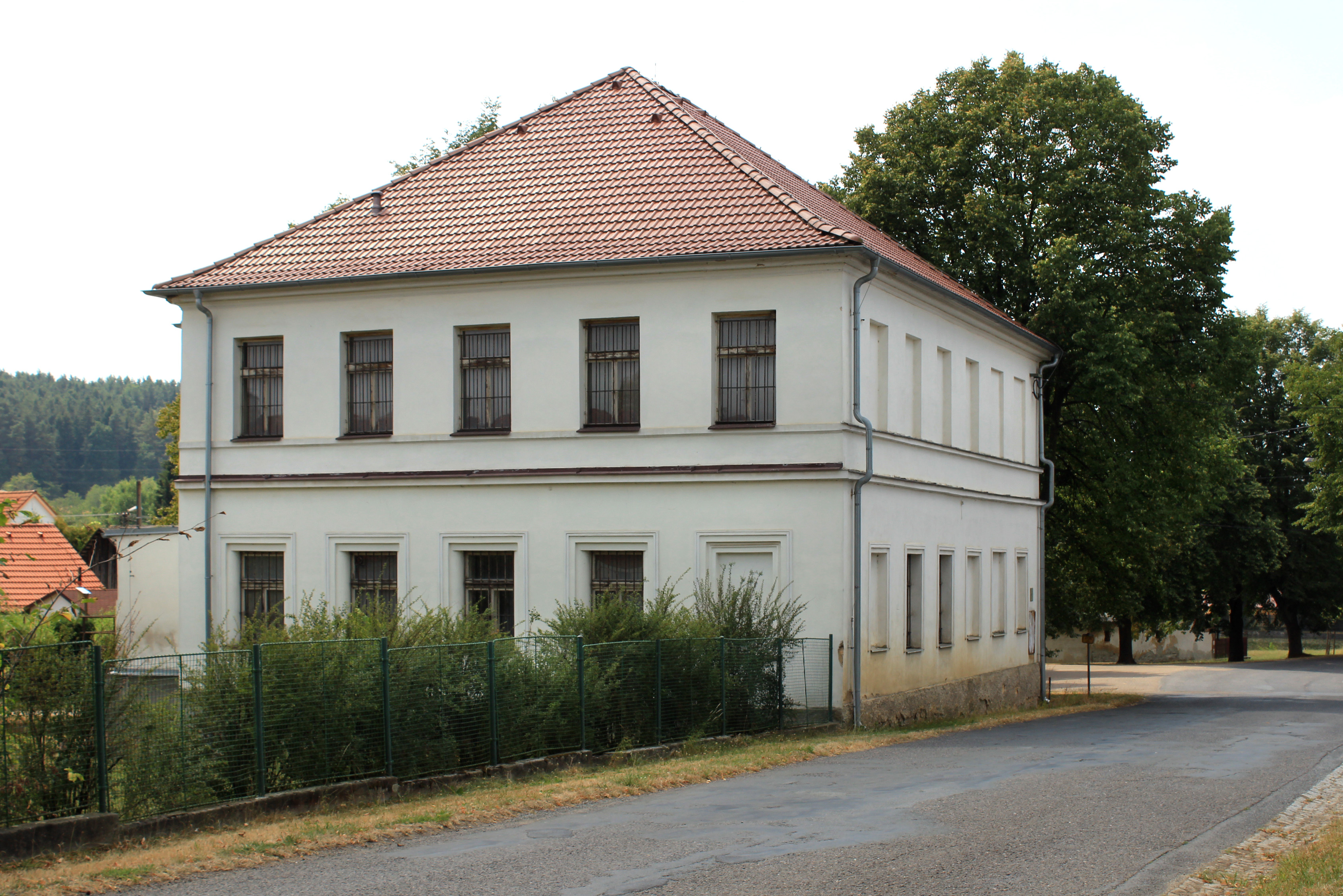
Bývalá škola
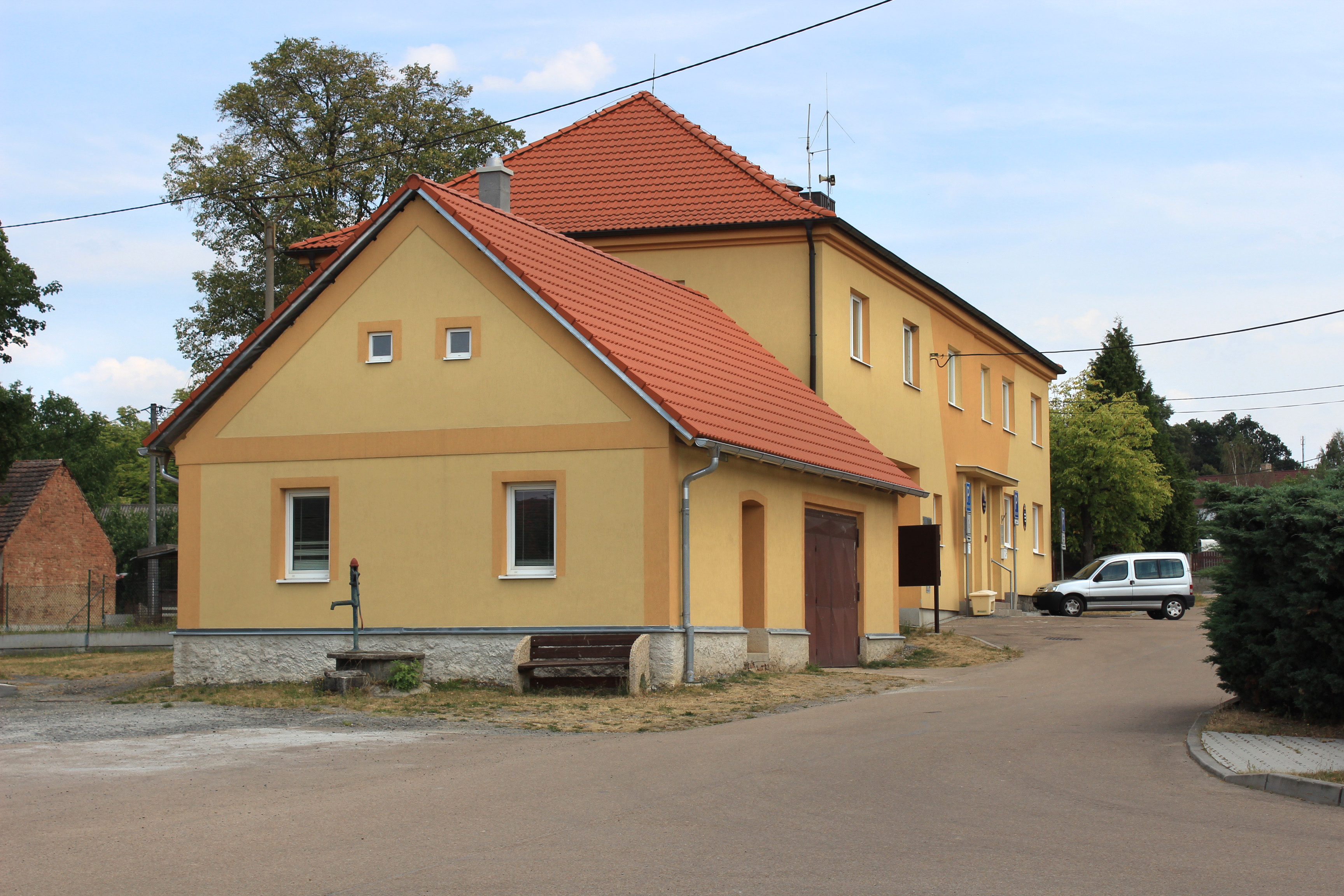
Obecní úřad
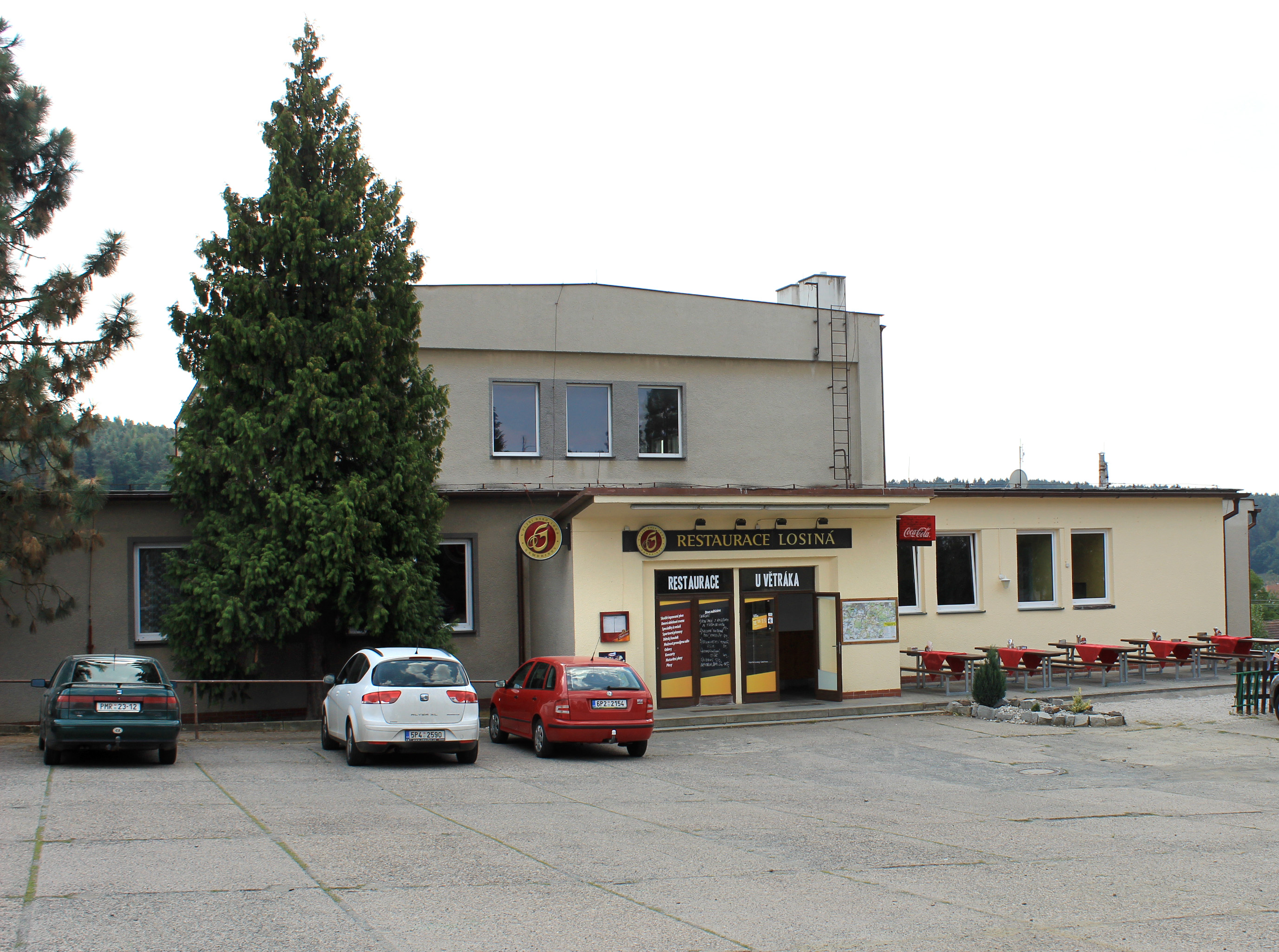
Restaurace